# ون جیابائو
ون جیابائو (زاده ۱۵ سپتامبر ۱۹۴۲) نخست وزیر پیشین و از سران حزب کمونیست چین است. او دارای مدرک کارشناسی ارشد از موسسه پکن در رشته زمین‌شناسی است و یکی از افراد تاثیرگذار در اقتصاد چین می‌باشد.